# Щедрик абісинський
Ще́дрик абісинський (Crithagra xantholaema) — вид горобцеподібних птахів родини в'юркових (Fringillidae). Ендемік Ефіопії.

## Опис
Довжина птаха становить 11 см. Забарвлення переважно сіро-коричневе, нижня частина тіла білувата, надхвістя зеленувато-жовте. На горлі і верхній частині грудей яскраво-жовта пляма, на грудях чорнуватий "комірець".

## Поширення і екологія
Абісинські щедрики мешкають на високогір'ях південної і східної Ефіопії. Вони живуть в сухих акацієвих і комміфорових лісах та в заростях ялівцю. Зустрічаються зграйками до 6 птахів, на висоті від 1000 до 1500 м над рівнем моря. Живляться переважно насінням, а також квітками і бруньками. Сезон розмноження триває з вересня по грудень.

## Збереження
МСОП класифікує цей вид як вразливий. За оцінками дослідників, популяція абісинських щедриків становить від 3500 до 15000 птахів. Їм загрожує знищення природного середовища.